# Golf van Carpentaria
De Golf van Carpentaria (Engels: Gulf of Carpentaria) is een grote, ondiepe zee, aan drie zijden omsloten door het vasteland van Australië. In het noorden gaat de Golf over in de Arafurazee, de natuurlijke waterscheiding tussen Australië en Nieuw-Guinea. Geologisch gezien is de Golf nog maar jong - ten tijde van de laatste ijstijd was de Golf nog land.
Aan de ingang is de Golf zo'n 590 km breed, zuidelijker neemt dit toe tot 675 km. De lengte van noord tot zuid is meer dan 700 km. Het wateroppervlakte van de zee bedraagt circa 300.000 km². De gemiddelde diepte van de Golf is tussen 55 en 66 meter en is nergens dieper dan 82 meter. 
Het aan de Golf gelegen land is over het algemeen vlak en laaggelegen. Ten westen van de Golf ligt Arnhemland en de Top End regio van het Noordelijk Territorium. In het oosten ligt het Kaap York-schiereiland, in het zuiden de Gulf Country regio, beide in Queensland. Het gebied is in 1606 door schipper Willem Jansz als eerste in kaart gebracht. In 1623 vernoemde Jan Carstensz de golf naar gouverneur van Batavia Pieter de Carpentier. In 1802 en 1803 werd de golf gekarteerd en verder onderzocht door Matthew Flinders.
Het klimaat is heet en vochtig met twee seizoenen per jaar. Het droge seizoen loopt van april tot november, en wordt gekenmerkt door zeer droge zuidoostelijke tot oostelijke wind. Het natte seizoen loopt van december tot maart. De meeste regen valt in deze periode, waarbij de laaggelegen gebieden overstroomd raken.
Het zeer zeldzame weerfenomeen, de Morning Glorywolk, vindt hier regelmatig plaats. 
In de zomer van 2015 vond hier de grootste sterfte van mangroves in de geschiedenis plaats. De oorzaak wordt nog onderzocht.